# Nasa peltata
Nasa peltata är en brännreveväxtart som först beskrevs av Richard Spruce, Ignatz Urban och Gilg, och fick sitt nu gällande namn av Weigend. Nasa peltata ingår i släktet färgkronor, och familjen brännreveväxter. Inga underarter finns listade i Catalogue of Life.